# Sisyrolepis
Sisyrolepis es un género de plantas de la familia Sapindaceae. Contiene dos especies

## Especies seleccionadas
- Sisyrolepis muricata
- Sisyrolepis siamensis

- Datos: Q9078084
- Especies: Sisyrolepis